# František Navara
František Navara (2. března 1901 Dačice – 27. ledna 1973) byl český matematik a fyzik.

## Život
Maturoval na reálce v Telči. Vystudoval matematiku na Přírodovědecké fakultě Univerzity Karlovy v Praze. V letech 1935-1952 působil jako profesor matematiky a geometrie na Gymnáziu Otokara Březiny v Telči. Později působil na vysoké škole v Jihlavě. Roku 1938 odjel do USA. Zde kontaktoval Alberta Einsteina ohledně nápadu navádět torpéda na zvuk lodního šroubu. Nápad předal americkému námořnictvu a to roku 1943 akusticky naváděná torpéda použilo.